# 酒井ツギ子
酒井 ツギ子（さかい つぎこ、1936年（昭和11年）7月16日 - ）は、日本の教育学者。哲学者。元徳島文理大学教授。元日本ホワイトヘッド・プロセス学会理事。
南山大学文学部卒業。名古屋大学大学院教育学研究科修了。愛知県出身。

## 経歴
愛知県出身。1975年（昭和50年）、南山大学文学部を卒業。1982年（昭和57年）、南山短期大学人間関係学科の講師に就任。1983年（昭和58年）、イタリア政府国費留学にてローマ大学大学院哲学研究科へ留学。1985年（昭和60年）、南山大学法学部の講師に就任。1985年、名古屋大学大学院教育学研究科博士課程を修了。
1986年（昭和61年）に山口女子大学文学部の助教授に就任し、1992年（平成4年）より同学部の教授に就任。同年に山口大学経済学部と教育学部の講師に就任。1994年（平成6年）、山口女子大学国際文化学部の教授に就任。1996年（平成8年）に国立教育研究所の客員研究員に就任し2002年（平成14年）に退職した。
2003年（平成15年）、徳島文理大学の教授に就任し、同年に日本ホワイトヘッド・プロセス学会の理事に就任。またこれまでに日本教育哲学会・日本デューイ学会などに所属した。

## 著書
- 『現代哲学の類型:伝統主義』（1986年、川島書店）
- 『フェニックス教育哲学の現象学的解釈序論』（1986年、名古屋大学出版会）
- 『教育の理想と目的;教育的価値と教育目的』（1989年、福村書店）
- 『教育改革の動向、フランスの教育改革、イタリアの教育改革』（1989年、福村書店）
- 『西ヨーロッパ諸国の社会・教育・生活文化 第3章、イタリアの社会と教育』（1994年、エムティ出版）
- 『有機体哲学における美的価値と共通善』（1999年、南憲社）